# یوهانس ترووخت
یوهانس ترووخت (هلندی: Johannes Terwogt; ۱۸ مهٔ ۱۸۷۸ – ۲۲ ژانویهٔ ۱۹۷۷) قایقران روئینگ اهل هلند بود.